# Keiō série 5000
La série 5000 (京王5000系, Keiō 5000-kei) de Keio est un type de rame automotrice exploitée depuis 2017 par la compagnie Keio au Japon. C'est le second modèle de la compagnie à porter ce numéro.

## Description
Les rames sont basées sur le modèle sustina du constructeur J-TREC. Elles sont composées de 10 voitures comprenant chacune 4 paires de portes.
L'espace voyageurs se compose de banquettes longitudinales qui peuvent être tournées en position transversale. Des sièges prioritaires ainsi qu'un espace réservé aux fauteuils roulants et poussettes se trouvent en extrémité de chaque voiture. L'intérieur est décoré avec des motifs rappelant les arbres du mont Takao et la soie fabriquée à Hachiōji, deux endroits desservis par le train.

## Histoire
La première rame est entrée en service le 29 septembre 2017. La série commence les services avec réservation Keio Liner le 22 février 2018.
La rame a recu un Good Design Award en 2017.

## Services
Les rames circulent sur les lignes Keiō, Takao et Sagamihara, entre les gares de Shinjuku, Keiō-Hachiōji, Takaosanguchi et Hashimoto.

## Galerie photos

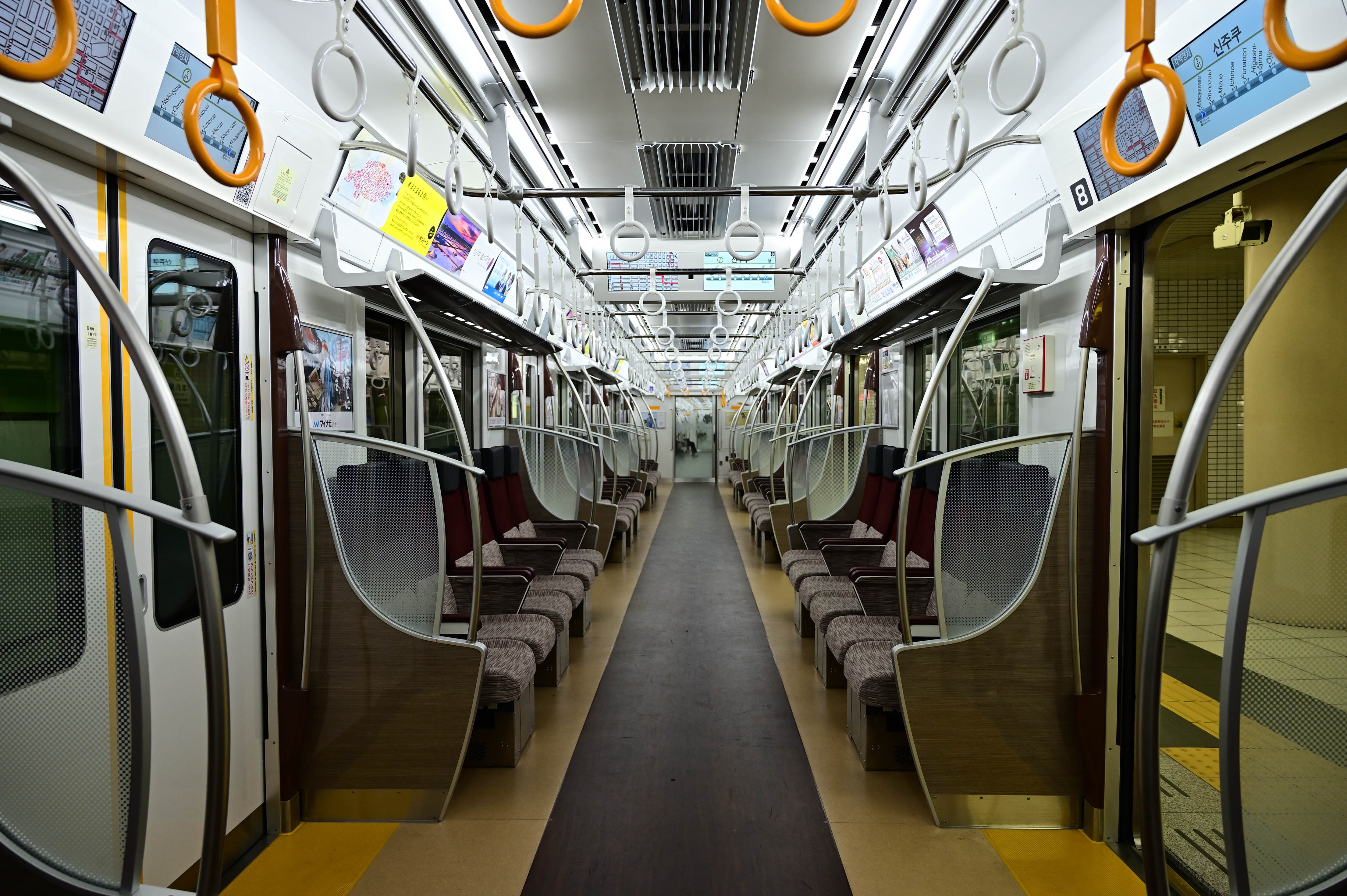
Intérieur de la rame.
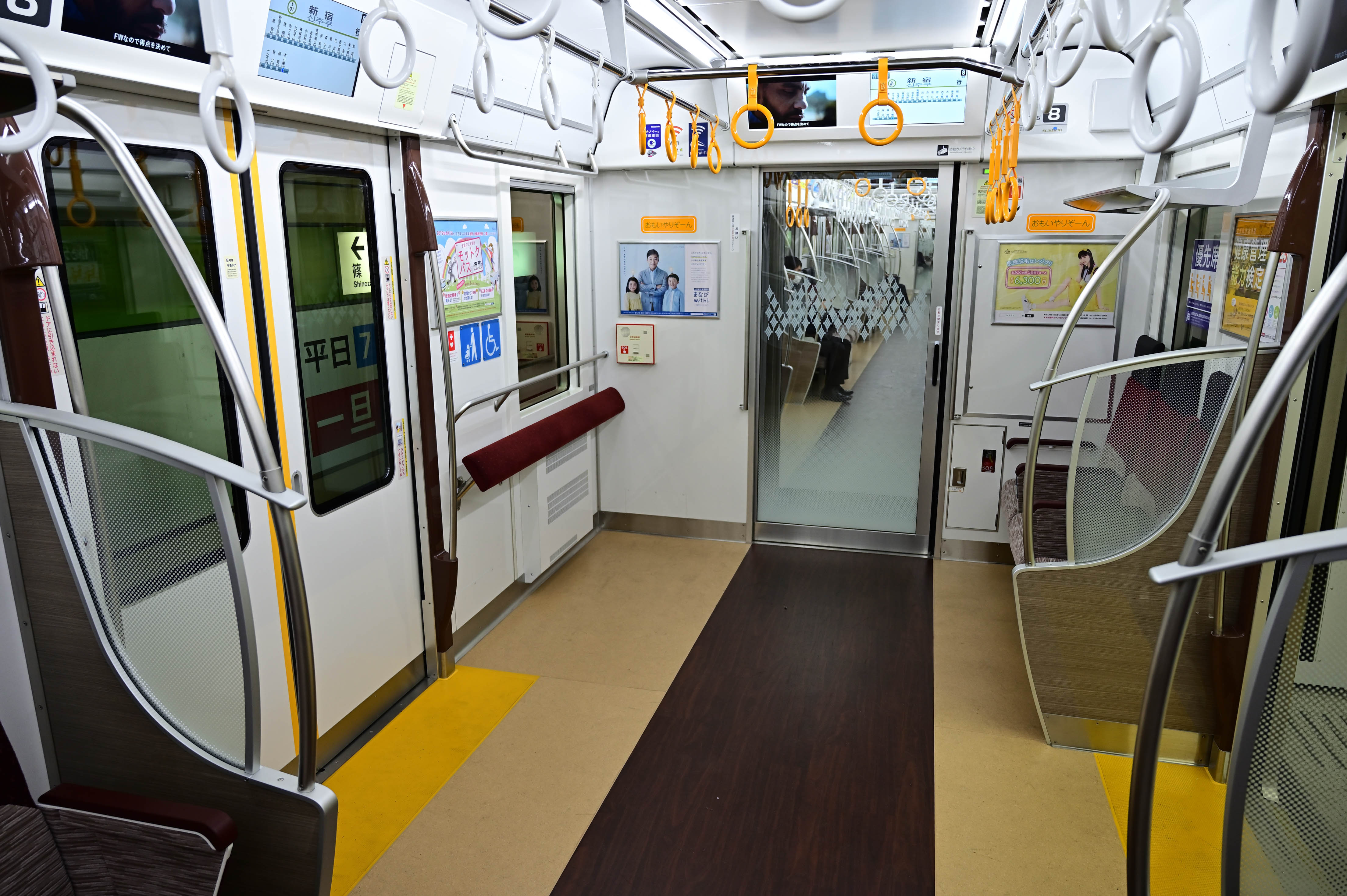
Espace réservé aux fauteuils roulants et poussettes.
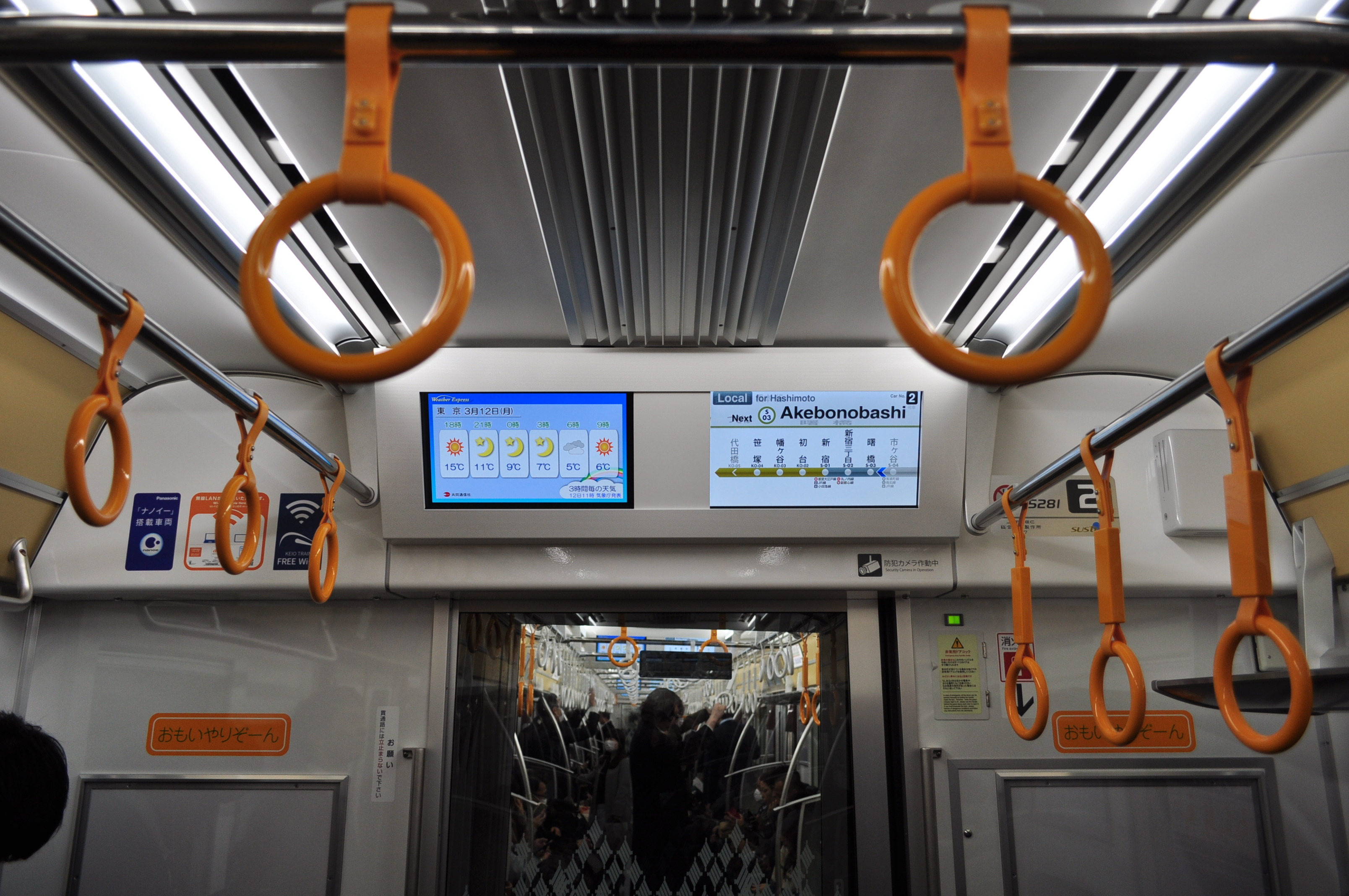
Ecrans d'information voyageurs.